# 塞爾維亞戰役
塞爾維亞戰役是第一次世界大戰中最早開始的一場戰役，始於1914年7月奧匈帝國入侵塞爾維亞王國，一直持續到1915年11月24日塞爾維亞全境被佔領。共有兩次戰役，分別為1914年奧匈帝國將軍奧斯卡·波蒂奧雷克指揮下，三次對塞爾維亞的懲罰入侵，但皆被擊退。第二次戰役為奧古斯特·馮·馬肯森指揮的保加利亞-奧匈-德國聯軍從三個方向入侵塞爾維亞和黑山王國，搶在協約國於薩洛尼卡協助塞爾維亞前佔領全境，最終導致了塞爾維亞撤退至希臘，隨後法國遠征軍設立馬其頓戰線。
塞爾維亞的戰敗導致同盟國成功掌控整個巴尔干半岛，建立了一條從柏林直達伊斯坦堡的路上道路，奥斯曼帝国在餘下的戰爭獲得了大量來自於德意志帝國的補給。馬肯森將軍於1915年11月24日宣布結束戰役，塞爾維亞隨後被奧匈帝國和保加利亞王國分而佔領。
協約國於1918年9月發動瓦爾達爾攻勢，成功突破馬其頓戰線並擊敗保加利亞和德國聯軍，一支法塞聯軍進入成功解放了塞爾維亞、阿爾巴尼亞和黑山，並進軍至匈牙利。1918年11月1日，路易·弗朗谢·德斯佩雷將軍的部隊解放貝爾格萊德。
塞爾維亞在這場戰爭中受創嚴重，其軍隊在戰前的高峰擁有42萬人，戰後僅存約10萬；在總人口估計上則略有歧異，塞爾維亞方面聲稱他們在戰爭中失去了超過120萬軍民，佔人口總數29%、男性人口60%。西方學界則認為，塞爾維亞的軍隊傷亡約為45,000人至127,355人之間，平民傷亡從82,000人至650,000人等多種推估。據南斯拉夫政府在1924年的統計，塞爾維亞在一次大戰中損失了265,164名官兵，約是總動員人數的25%；相較之下，法國為16.8%、德國15.4%、俄國11.5%、義大利10.3%。

## 背景

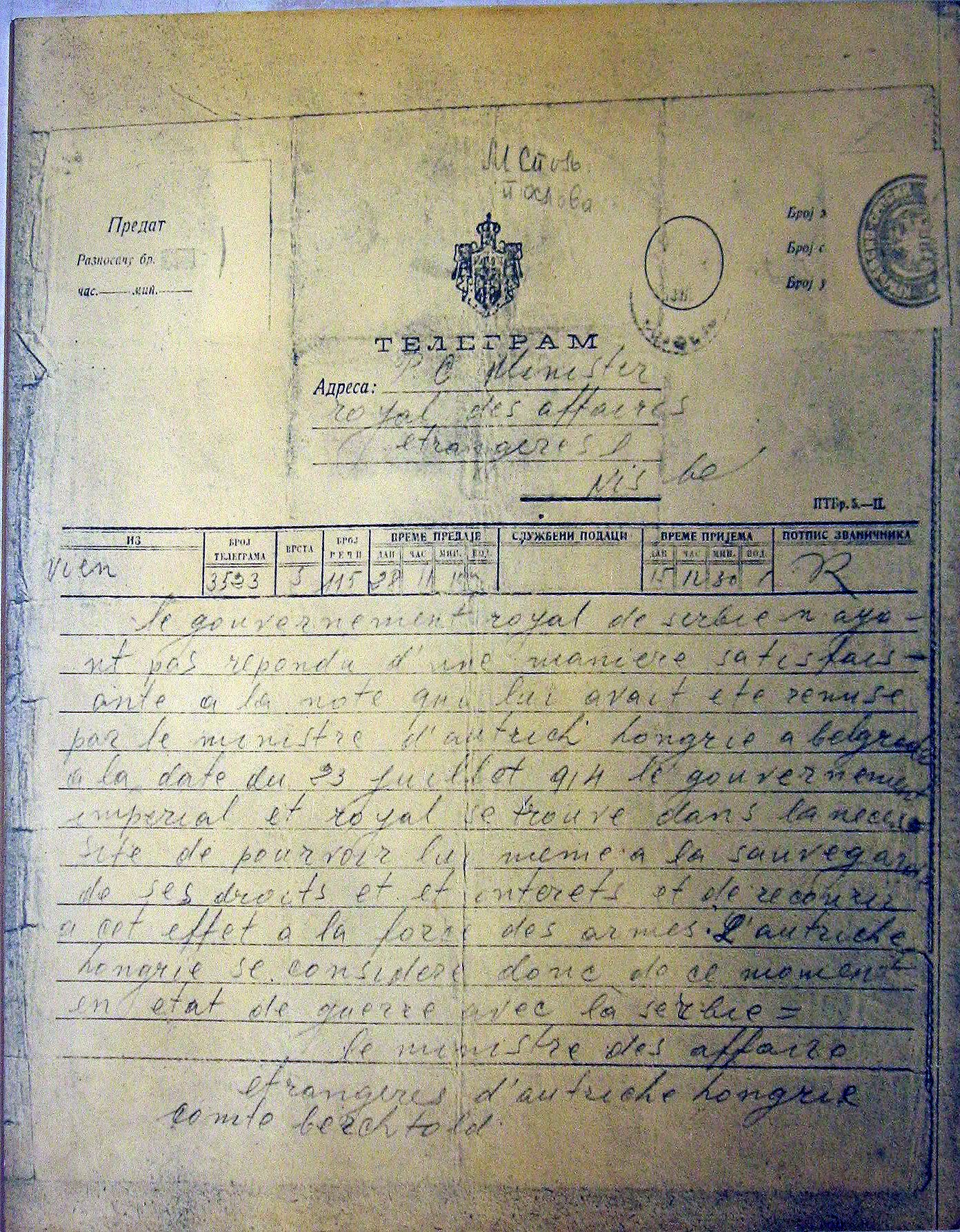
奧匈帝國在1914年7月28日向塞爾維亞宣戰之電報，上有帝國外交大臣貝希托爾德伯爵的簽名。

自1878年柏林會議以來，原屬奧斯曼土耳其帝國的波士尼亞省便落入奧匈帝國之手，成為其託管直轄地，奧斯曼土耳其僅在名義上保有主權。但在1908年，奧匈帝國併吞了波士尼亞地區，使盼望取得亞得里亞海出海口的塞爾維亞王國大失所望，波士尼亞危機於焉爆發。作為塞爾維亞後台、同時以東正教及泛斯拉夫主義領袖自居的俄羅斯帝國雖然與奧匈帝國達成默契，但也對奧匈帝國在修改柏林會議結果的條件上食言而感到不滿，惟俄國在日俄戰爭中失敗，其實力尚未恢復，無法給予塞爾維亞實質支持。而奧斯曼土耳其無力阻止領土遭奪，進而遭到巴爾幹諸國的輕視，隨後引發了兩次巴爾幹戰爭，瓜分了奧斯曼剩餘的歐洲領土。
在第一次巴爾幹戰爭後，奧斯曼土耳其在歐洲的領土除君士坦丁堡周邊外盡遭瓜分，但在1913年的《倫敦條約》中，奧匈帝國聯合義大利推動阿爾巴尼亞的獨立，再次阻斷了塞爾維亞取得出海口的企圖。同時，奧匈帝國又暗中扶植保加利亞與塞爾維亞抗衡，並試圖染指塞爾維亞與蒙特內哥羅佔領的新帕札爾地區，使得奧匈與塞爾維亞之間的矛盾更為激烈；緊接在後的第二次巴爾幹戰爭又使「歐洲火藥桶」（Powder Keg of Europe）瀕臨爆發。
1914年6月28日，塞拉耶佛事件爆發，奧匈帝國皇儲法蘭茲·斐迪南大公夫婦遭到波士尼亞的大塞爾維亞主義者加夫里洛·普林齐普刺殺身亡。暗殺者們聲稱要建立一個包含奧匈帝國南部省分的南斯拉夫國家。這起暗殺事件引爆了一連串的外交紛爭，奧匈帝國、俄國、德國、英國、法國接連捲入風暴，稱為「七月危機」。7月23日，奧匈帝國向塞爾維亞提出十條難以接受的最後通牒，塞爾維亞方面同意了其中八項，但奧匈帝國仍執意在7月28日宣戰。
一周之內，俄國、德國、法國及英國紛紛加入戰局，第一次世界大戰爆發，由於德國與奧匈帝國之間的戰略意見分歧，奧匈帝國必須面對同時面對俄國與塞爾維亞，而前者的威脅性遠大於後者，使得塞爾維亞戰線。塞爾維亞陸軍歷經兩次巴爾幹戰爭的洗禮，戰鬥的經驗相當充足，卻也因連年作戰疲憊不堪，裝備亦相當落後，使得奧匈帝國低估了他們的作戰潛力，認為可以在一個月內擺平塞爾維亞。塞爾維亞則期望俄國或其他盟友能儘速伸出援手，否則他們將得自力應付奧匈帝國的大軍；而他們同時也得擔憂東側的鄰國保加利亞，這兩國在不久前的第二次巴爾幹戰爭中才剛兵戎相見。

## 軍事力量

### 奧匈帝國
1914年的奧匈帝國是歐洲第三大國，人口僅次於俄國與德國，承平時期的奧匈帝國擁有36,000位軍士官、414,000名士兵，而在動員後則可達到335萬人，其中142萬為一線作戰部隊，60萬人為後勤單位（含運輸、彈藥、供應等），其餘135萬人則是預備部隊。如此龐大的人力資源使奧匈帝國的兵源暫時不虞匱乏，在1914年下半，平均每個月大約有15萬男性被編入野戰部隊以補充前線損失，到1915年時則上升到20萬。奧地利的官方檔案指出，在1914年9月至12月間，約有16萬新兵被送往巴爾幹前線作為補充，另有82,000人則用以組成新建單位。
根據奧匈帝國在戰前制定的作戰計畫，奧匈第2軍團、第5軍團及第6軍團將會在塞爾維亞的西北邊境集中，一舉摧毀塞爾維亞的軍事力量。但當俄國宣布總動員的消息傳來，奧匈帝國最高司令部（Armeeoberkommando, AOK）臨時決定將愛德華·馮·柏姆-厄爾默利騎兵上將的第2軍團派往加利西亞以迎戰俄軍。不料由於鐵路交通壅塞，第2軍團遲至8月18日才得以出發，卻也使得該軍團的部分單位也參加了對塞爾維亞的作戰。最終，最高司令部同意將第2軍團尚未動身的4個師暫時借給奧斯卡·波蒂奧雷克步兵上將指揮的第6軍團，使得這支部隊又比原先預定的更晚了一周才趕到東線戰場。而波蒂奧雷克進軍的失利也使得這4個師之中的2個被迫原地改編，編入他的部隊之中。
8月12日，奧匈帝國一度在塞爾維亞邊境集結了將近50萬大軍，其中38萬為作戰部隊；但隨著第2軍團臨時調離，作戰部隊總數下降到285,000人，這個數字已包含了舊有的衛戍部隊。除了陸軍之外，奧匈帝國多瑙河艦隊尚擁有6艘砲艇及6艘巡邏艦。
除了戰略調度的混亂外，奧匈帝國的另一個問題在於兵源素質低落，四分之一的士兵是文盲，不少士兵甚至無法用德語或匈牙利語溝通。更糟的是，不少斯拉夫裔的士兵——捷克人、波蘭人、克羅埃西亞人、斯洛伐克人，甚至羅馬尼亞人反而更同情它們的對手，更別說被編入軍隊的塞爾維亞裔官兵了。

#### 奧匈帝國戰鬥序列
1914年8月的巴爾幹戰區：
- 第5軍團（英语：5th Army (Austria-Hungary)） 指揮官：利伯里烏斯·馮·弗朗克（英语：Liborius Ritter von Frank）步兵上將
  - 第8軍：軍長阿圖爾·吉斯爾·馮·吉斯林根（英语：Arthur Giesl von Gieslingen）騎兵上將
    - 第9步兵師：師長維克托·馮·朔伊亨斯圖埃爾（英语：Viktor Graf von Scheuchenstuel）中將
    - 第21本土防衛步兵師：師長阿圖爾·普利博爾斯基（德语：Artur Przyborski）中將

  - 第13軍：軍長阿道夫·馮·雷門-巴倫斯菲爾德（德语：Adolf von Rhemen zu Barensfeld）步兵上將
    - 第36步兵師：師長克勞迪烏斯·齊布爾考（德语：Claudius Czibulka）中將
    - 第42匈牙利本土防衛步兵師（英语：42nd Home Guard Infantry Division）：師長斯捷潘·薩爾科蒂奇（英语：Stjepan Sarkotić）中將，克羅埃西亞部隊

  - 第13步兵旅：旅長阿達貝爾特·列托夫斯基（英语：Adalbert Letovsky）少將
  - 第11山地旅：旅長馬塞爾·拉夫羅夫斯基（英语：Marcel Lawrowski）少將
  - 第104民兵旅：旅長特奧多爾·貝基奇（英语：Theodor Bekić）少將
  - 第13衛戍旅
- 第6軍團（英语：6th Army (Austria-Hungary)） 指揮官：奧斯卡·波蒂奧雷克（英语：Oskar Potiorek）步兵上將
  - 第15軍：軍長米夏埃爾·馮·阿佩爾（英语：Michael von Appel）步兵上將
    - 第1步兵師：師長斯特凡·博加特（英语：Stephan Bogat）中將
    - 第48步兵師：師長約翰·艾斯勒·馮·艾森霍爾特（英语：Johann Eisler von Eisenhort）中將

  - 第16軍：軍長溫策爾·馮·烏爾姆（英语：Wenzel von Wurm）砲兵上將
    - 第18步兵師：師長伊格納茲·特羅爾曼（英语：Ignaz Trollmann）中將
    - 第1山地旅：旅長桂多·諾瓦克·馮·阿里恩蒂（德语：Guido Novak von Arienti）少將
    - 第2山地旅：旅長特奧多爾·加布利爾（英语：Theodor Gabriel）少將
    - 第13山地旅：旅長安東·貝希托爾德（英语：Anton Bechtold）上校
    - 德里納河守備隊：指揮官盧卡什·斯尼亞里奇（英语：Lukas Snjarič）中將

  - 赫塞哥維納－科托爾戰鬥群
    - 第40匈牙利本土防衛師：師長約瑟夫·布勞恩（英语：Joseph Braun）中將
    - 第47匈牙利本土防衛師：師長弗里德里希·諾瓦克（英语：Friedrich Novak）中將
    - 第3山地旅：旅長海因里希·彭格拉茨（英语：Heinrich Pongrácz）少將
    - 第15山地旅：旅長海因里希·馮·維登（英语：Heinrich von Wieden）上校
    - 第16山地旅：旅長埃爾溫·柴德勒（英语：Erwin Zeidler von Görz）少將

  - 巴納特守備隊
  - 軍團直屬部隊
- 第2軍團（英语：2nd Army (Austria-Hungary)）的一部份 指揮官愛德華·馮·柏姆-厄爾默利騎兵上將，由第6軍團代為指揮
  - 第4軍：軍長卡爾·泰爾斯特雅恩斯基·馮·納道什（德语：Karl Tersztyánszky von Nádas）騎兵上將
    - 第31步兵師：師長約瑟夫·奧古斯特大公（英语：Archduke Joseph August of Austria）中將
    - 第32步兵師：師長安德烈亞斯·法埃爾－格雷斯勒（英语：Andreas Fail-Greissler）中將

  - 第7軍：軍長奧托·邁克斯納·馮·茨維恩斯塔姆（德语：Otto Meixner von Zweienstamm）步兵上將
    - 第17步兵師：師長約翰·馮·亨利奎茲（英语：Johann von Henriquez）中將
    - 第34步兵師：師長約瑟夫·克勞特瓦爾德·馮·安瑙（英语：Joseph Krautwald von Annau）中將

### 塞爾維亞
塞爾維亞於7月25日發布總動員命令，30日已完成動員，8月9日完成戰鬥佈署，所有單位皆已進入戰鬥位置。在整個動員期間，塞爾維亞一共徵召了45萬名壯丁，他們按照年齡分為三個梯隊（Poziv），其中包含了所有身體健全的21至45歲男性。塞爾維亞擁有11又½個步兵師（第1梯隊6師、第2梯隊5師），以及1個騎兵師；年紀較大的男性被編入第3梯隊的15個團，另有45,000至50,000人投入後勤及通訊任務，但他們之中有不少也得投入戰鬥，使整體的作戰力量達到25萬人。與奧匈帝國相較，塞爾維亞的人力資源相當有限，他們用以補充戰損的人力都是新兵，每年最高約有6萬人，完全不足以補充1914年8月至12月間高達132,000人的傷亡，這將迫使塞爾維亞開始徵召年齡不足或是超齡的男性參戰。
由於惡劣的財政情況，以及第二次巴爾幹戰爭留下的損失，塞爾維亞的軍隊裝備、補給情況都相當糟糕；現役部隊只擁有18萬枝可用的現代步槍，意味著只有三分之一甚至四分之一的士兵有步槍可用，而預備部隊幾乎沒有可用的武器；儘管塞爾維亞政府火速向俄國訂購了12萬枝步槍，但這批武器遲至8月下旬才逐步運抵。只有第1梯隊的官兵擁有灰綠色的M1908制服，第2梯隊只能穿著過時的深藍色M1896制服，第3梯隊根本沒有軍服可穿，只能穿著便服，搭佩雜亂的軍帽或大衣。塞爾維亞官兵也沒有統一的軍靴，不少官兵都只穿著巴爾幹農村裡常見的豬皮鞋。
塞爾維亞大多數的彈藥儲備都在第二次巴爾幹戰爭中消耗殆盡，每個砲兵單位平均只有數百發可用的砲彈；而塞爾維亞國內也沒有足以供應軍火的軍工企業，勢必仰賴來自法國、俄國的進口，供給極不穩定。在奧匈帝國入侵的激戰時刻，塞爾維亞部隊甚至完全沒有砲彈可用。

#### 塞爾維亞戰鬥序列
- 第1軍團（英语：First Army (Serbia)） 指揮官：佩塔爾·博約維奇（英语：Petar Bojović）將軍；參謀長：博吉達爾·泰爾季奇（英语：Božidar Terzić）上校
  - 騎兵師：師長布蘭科·約凡諾維奇（英语：Branko Jovanović）上校，4個團
  - 蒂莫克河第1師：師長弗拉迪米爾·孔迪奇（英语：Vladimir Kondić）將軍，4個團
  - 蒂莫克河第2師，3個團
  - 摩拉瓦河第2師，3個團
  - 多瑙河第2師（布蘭尼切沃分遣隊），6個團
  - 軍團直屬砲兵：指揮官博吉達爾·斯雷茨科維奇（英语：Božidar Srećković）上校

- 第2軍團（英语：Second Army (serbia)） 指揮官：斯特帕·斯特潘諾維奇（英语：Stepa Stepanović）將軍；參謀長：沃伊斯拉夫·日凡諾維奇（英语：Vojislav Živanović）上校
  - 摩拉瓦河第1師：師長伊利亞·戈伊科維奇（英语：Ilija Gojković）上校，4個團
  - 聯合第1師：師長米哈伊洛·拉希奇（英语：Mihajlo Rašić）將軍，4個團，團長斯維蒂斯拉夫·米什科維奇（英语：Svetislav Mišković）、德拉戈留布·烏宗米爾科維奇（英语：Dragoljub Uzunmirković）等
  - 舒馬迪亞第1師，4個團
  - 多瑙河第1師：師長米里沃耶·安捷爾科維奇（英语：Milivoje Anđelković）上校，4個團
  - 軍團直屬砲兵：指揮官沃伊斯拉夫·米羅耶維奇（英语：Vojislav Milojević）上校

- 第3軍團（英语：Third Army (Serbia)） 指揮官：帕夫勒·尤里希奇·史圖姆（英语：Pavle Jurišić Šturm）將軍；參謀長：杜尚·佩西奇（英语：Dušan Pešić）上校 
  - 德里納河第1師，4個團
  - 德里納河第2師，4個團，團長米洛耶·耶利希耶維奇（英语：Miloje Jelisijević）等
  - 奧布雷諾瓦茨分遣隊，1個團及2個營
  - 亞達爾切特尼克分遣隊
  - 軍團直屬砲兵：指揮官米洛什·米哈伊洛維奇（英语：Miloš Mihailović）上校

- 烏日采軍團（英语：Užice Army） 指揮官：米洛什·博贊諾維奇（英语：Miloš Božanović）將軍
  - 舒馬迪亞蒂2師：師長德拉古廷·米留廷諾維奇（英语：Dragutin Milutinović）將軍，4個團
  - 烏日采旅：旅長伊凡·帕夫洛維奇（英语：Ivan Pavlović）上校，2個團
  - 切特尼克分遣隊：利姆河分遣隊、茲拉蒂博爾分遣隊、戈爾尼亞克分遣隊
  - 軍直屬砲兵

### 兩國戰力對比

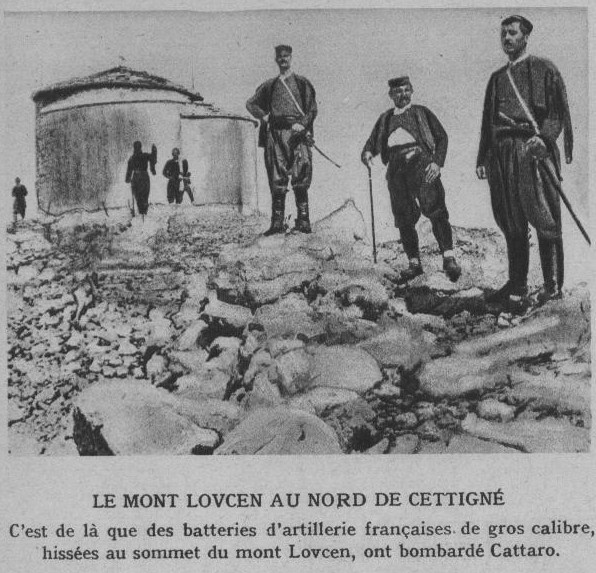
在洛夫琴山的蒙特內哥羅士兵，攝於1914年10月。

以下表格大致比較了1914年8月時，奧匈帝國與塞爾維亞（以及其盟友蒙特內哥羅）雙方在邊境上的軍力對比（括號內為該單位表定戰鬥人員數量）。
| 種類             | 奧匈帝國    | 塞爾維亞    | 蒙特內哥羅    |
| ---------------- | ----------- | ----------- | ------------- |
| 步兵營           | 329 (1,000) | 209 (1,116) | −             |
| 砲兵連           | 200 (196)   | 122 (169)   | −             |
| 騎兵中隊（連）   | 51 (180)    | 44 (130)    | −             |
| 工兵連           | 50 (260)    | 30 (250)    | −             |
| 野戰砲數量（門） | 1243        | 718         | 14            |
| 機槍數量（挺）   | 490         | 315         | 62            |
| 總兵力（人）     | 500,000     | 344,000     | 45,000−50,000 |

作為塞爾維亞忠實盟友的蒙特內哥羅，他們雖然擁有45,000至50,000官兵，但裝備更為落後，其機槍與野戰砲不少仍是19世紀70年代的產物，也沒有正規的軍事訓練或軍官組織，士兵與民兵無異。
而在重砲兵方面，奧匈帝國擁有12個重砲兵連，計有4門305mm重型攻城砲、5門240mm重型攻城砲、20門150mm榴彈砲、以及20門120mm加農砲；邊界要塞的駐軍（如彼得羅瓦拉丁、塞拉耶佛、科托爾等地）尚有40個要塞重砲兵連駐守。相較之下，塞爾維亞雖然擁有13個重砲兵連，但其裝備僅有8門150mm攻城砲、22門120mm榴彈砲、20門120mm長管榴彈砲等，且彈藥嚴重不足。

## 戰鬥歷程

### 1914年

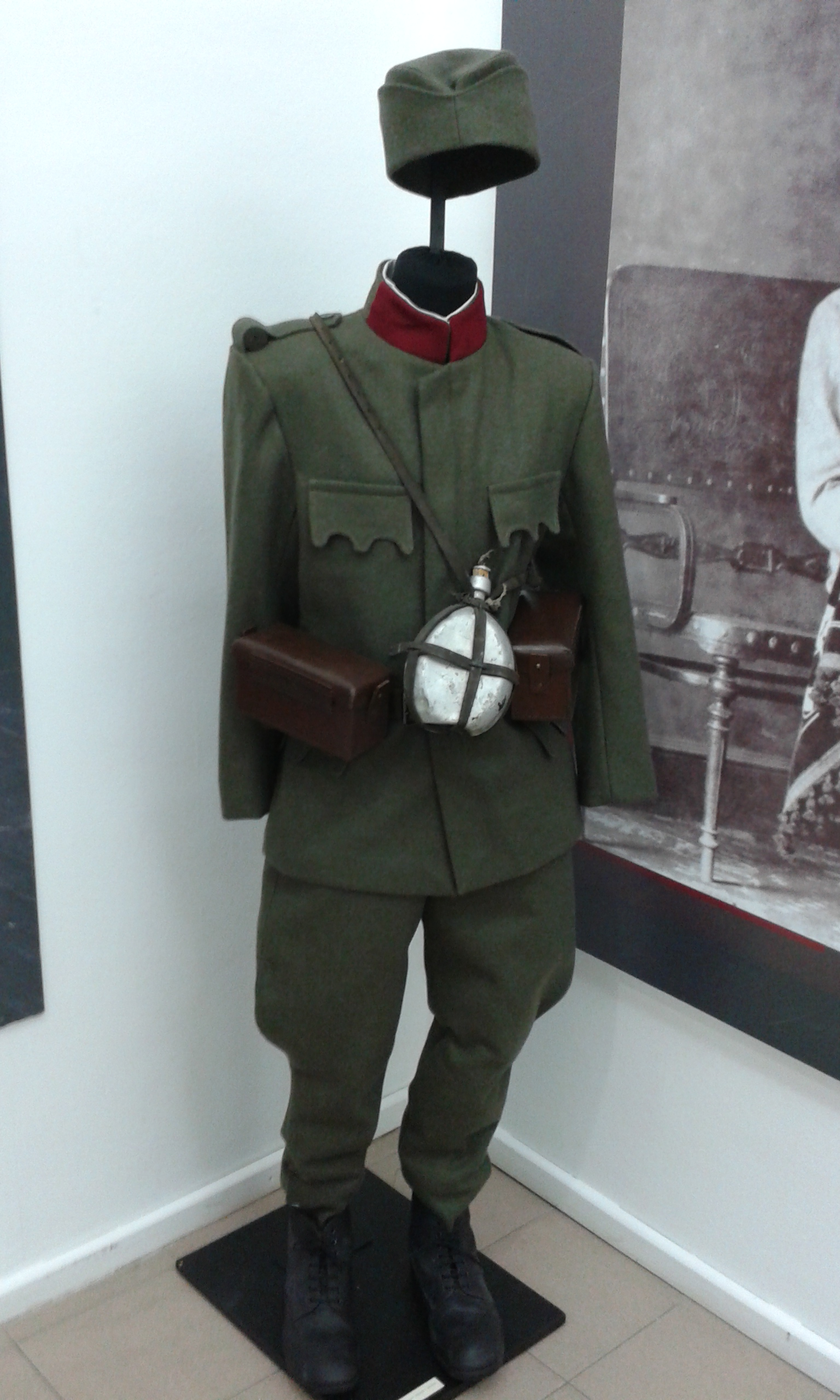
1914年塞爾維亞士兵的制服。

塞爾維亞戰役始於1914年7月28日，奧匈帝國向塞爾維亞宣戰，其砲兵在第二日便開始砲擊貝爾格勒，但軍隊直到8月12日才開始越過邊界的德里納河。
在原先的計畫中，奧匈軍第2軍團、第5軍團、第6軍團將從西、北兩個方面進行包夾，但因俄國進行總動員，第2軍團遂緊急抽調至東線，卻又因鐵路壅塞之故，直到8月18日才動身，使他們無法加入第一波攻勢，但留下了約4個師的部隊暫由波蒂奧雷克指揮（預計在8月底才東調）。然而奧匈軍對塞爾維亞的第一波攻勢不久受挫，這4個師中的2個往後便編入了波蒂奧雷克的部下。第5軍團與第6軍團合計有27萬人的兵力，以及遠勝於塞爾維亞的裝備，這支部隊將由第6軍團的波蒂奧雷克步兵上將負責指揮。

#### 策爾戰役

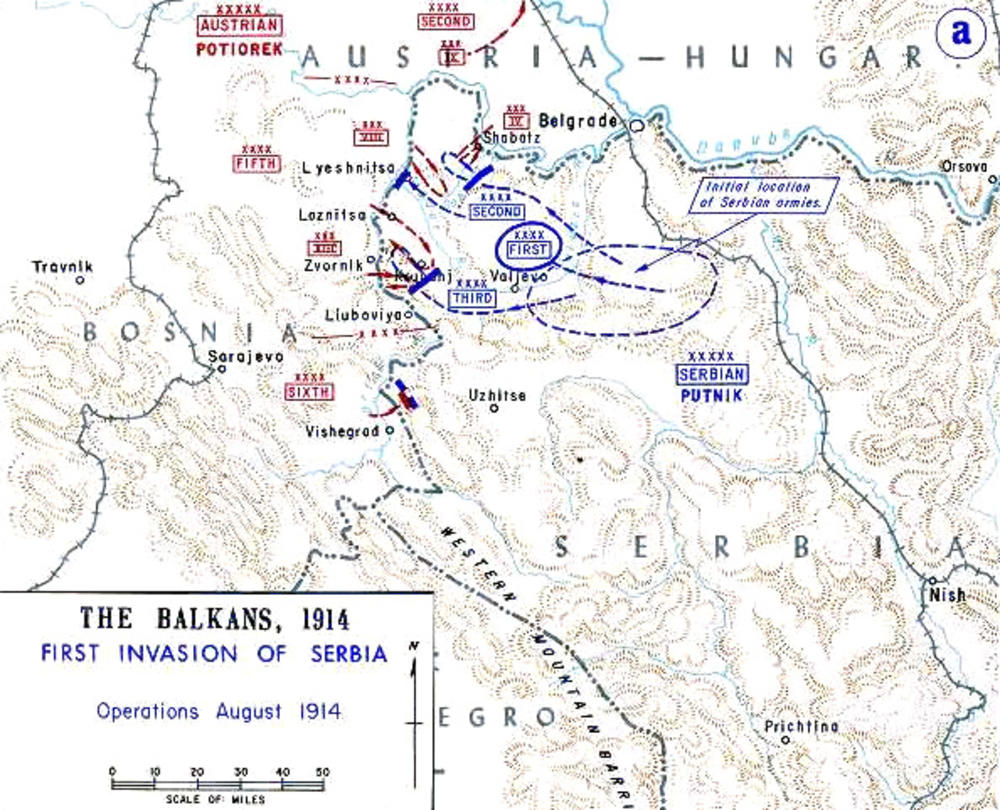
1914年8月，奧匈帝國對塞爾維亞的第一波攻勢。

在波蒂奧雷克的指揮下，第5軍團將由北面進攻，第2軍團餘部將自斯雷姆一帶進行協同攻勢，而自己的第6軍團則在波士尼亞製造壓力。波蒂奧雷克希望能在皇帝弗朗茨·約瑟夫一世生日（8月18日）前贏得勝利，不料他犯下了兩個嚴重的戰略錯誤：他的主力放在地形複雜的西面，而非平坦的北部平原，而且只投入了一半的力量，反而為塞爾維亞製造了局部優勢。
塞爾維亞參謀總長、全軍總指揮普特尼克元帥對奧匈軍的佈署感到相當訝異，他原先判斷第5軍團只是佯攻，因此只派遣了較弱的第3軍團進行防禦，因此便迅速加派了斯特潘諾維奇的第2軍團前去增援，與第3軍團的史圖姆一同擊退奧匈軍的攻擊。在為期4天的策爾戰役中，塞爾維亞軍奪回了沙巴茨，並將奧匈軍逐回邊界，這也是協約國在一次大戰中的首勝。奧匈帝國在策爾戰役中損失了23,000人（包含4,500人被俘），塞爾維亞方面有16,500人傷亡，但也使本已短缺的彈藥存量幾乎告罄。

#### 德里納戰役

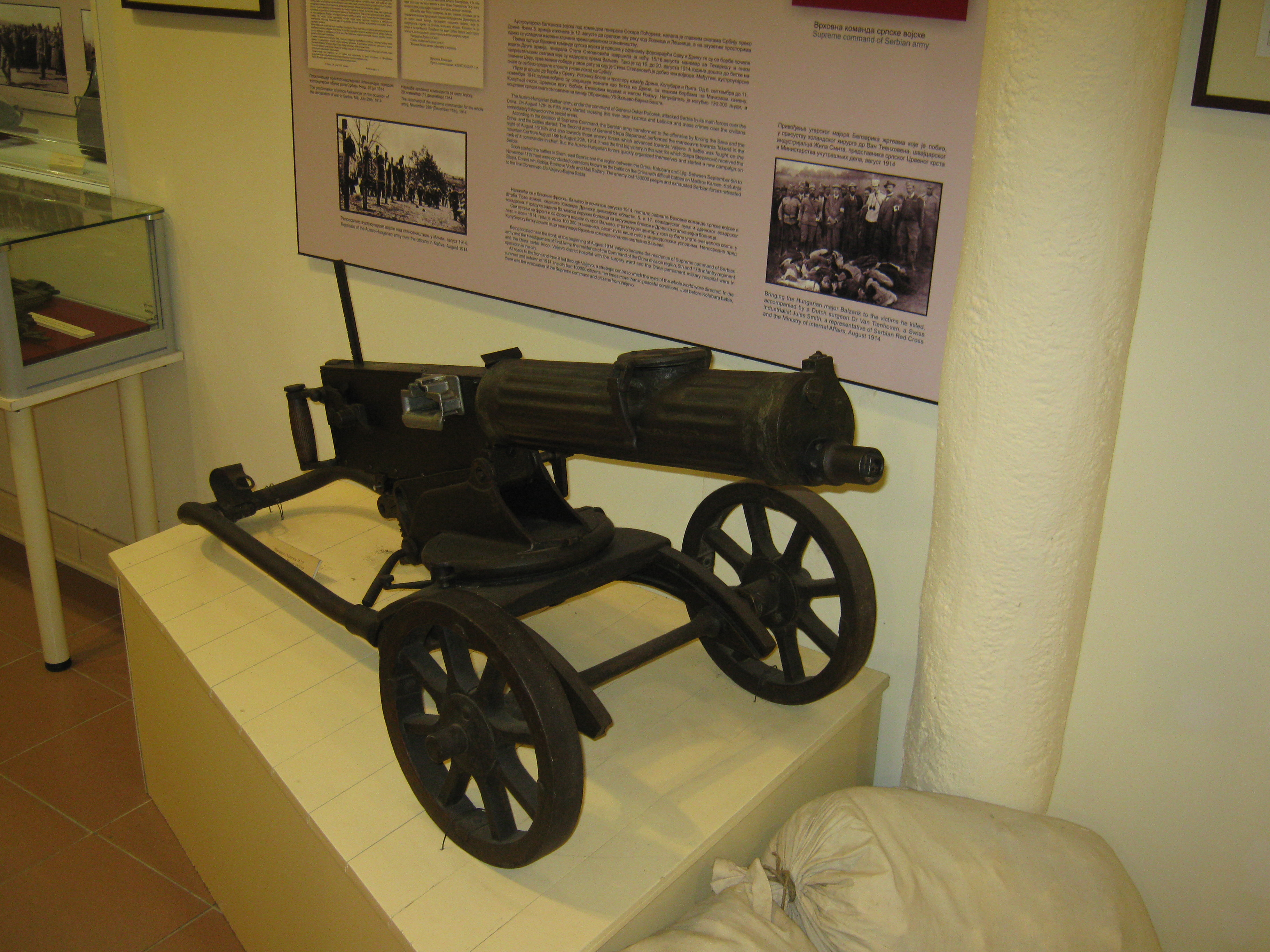
塞爾維亞陸軍的馬克沁機槍。

在擊退奧匈軍第一次入侵後，塞爾維亞軍開始越過薩瓦河滲入斯雷姆地區，試圖影響奧匈第2軍團的運輸；但其成效相當有限，蒂莫克河第1師在行動中喪失了6,000人，但只造成對方2,000人的損傷。波蒂奧雷克為了阻止塞爾維亞部隊繼續滲透邊境，決定儘速發動下一波攻勢。
9月7日，奧匈第5軍團渡過德里納河，攻入馬奇瓦地區，第6軍團則在更南方渡河。第5軍團的首波攻擊遭到塞爾維亞第2軍團的頑強抵抗，造成了4,000人傷亡；但第6軍團的行動有效壓制了塞爾維亞第3軍團，並搶下了橋頭堡，迫使普特尼克必須由第2軍團抽調部隊增援，而第5軍團也趁此機會重新站穩腳跟。為了應對不斷湧入的奧匈軍，普特尼克不顧輿論反對，將滲入斯雷姆的第1軍團也調了回來，對奧匈第6軍團展開反擊。在雅格迪納山周邊為期4天的陣地戰中，雙方都蒙受了大約11,000人的傷亡，這對人力及資源都極為短缺的塞爾維亞相當不利，他們大多的彈藥得仰仗盟國援助，士兵甚至連鞋子都不夠；而奧匈軍不但有防水軍靴可穿，且火力絲毫沒有減弱。塞爾維亞的烏日采兵團與蒙特內哥羅部隊（戰力各自約為一個加強師）曾試著對波士尼亞發動一波反攻，但計畫並未實行；而塞爾維亞軍也在這次戰役中嘗試了地雷戰，他們挖掘地道到奧匈軍的戰壕之下埋設地雷，並在衝鋒前將其引爆。

#### 科魯巴拉河戰役

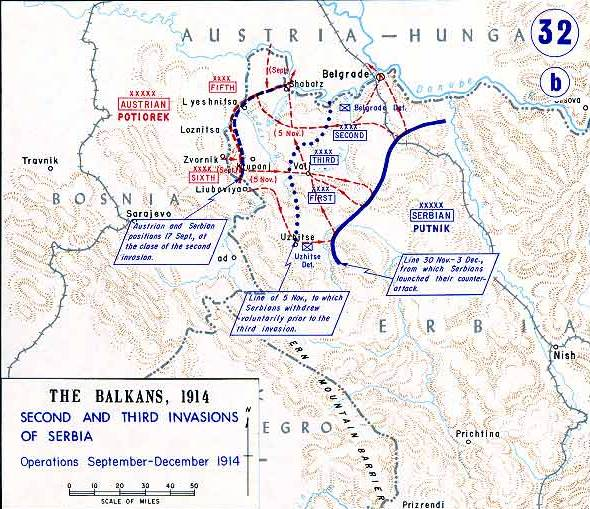
1914年晚期的塞爾維亞戰況。

德里納河戰役以塞爾維亞方的戰術撤退告終，奧匈軍則繼續擴大戰果，在11月初發動了下一波大規模攻勢。塞爾維亞軍試圖在科魯巴拉河重建防線，但由於彈藥嚴重不足，戰況也極為不利。此時，第1軍團指揮官博約維奇因傷離陣，由吉沃因·米希奇將軍接任，他主張繼續戰略撤退，說服普特尼克放棄首都貝爾格勒。奧匈軍在12月1日進佔貝爾格勒，過於樂觀的波蒂奧雷克隨即指示第5軍團進駐城內，試圖藉此壓垮塞爾維亞軍的右翼，同時第6軍團將冒著寒冬繼續推進，試圖直取摩拉瓦河，將塞爾維亞的國土切成兩半。
然而，連續的冬季作戰使奧匈第6軍團極為疲憊，補給線也延伸的太長，必須等待第5軍團完成北面的佈署之後，才有能力繼續推進，這給予普特尼克與米希奇一個絕佳的喘息時間。同時，協約國的物資正好從希臘運達，普特尼克決定趁著奧匈第5軍團尚未佈署完成、第6軍團正在休整的時機發起反攻。塞爾維亞軍在12月2日晚間起展開反擊，第6軍團陷入了混亂，不得不拋棄火砲以加速撤退；作為交通樞紐的瓦列沃城在塞爾維亞軍的圍攻下迅速失守，奧匈第6軍團一路潰敗到德里納河。第5軍團注意到狀況惡化時，也面臨著塞爾維亞第2、第3軍團的反攻，波蒂奧雷克與馮·弗朗克決定放棄貝爾格勒，在多瑙河艦隊的掩護下，於12月14日退到了薩瓦河北岸，塞爾維亞軍於次日收復了首都，贏得了一場決定性勝利。
1914年結束時，塞爾維亞與奧匈帝國之間的邊界幾乎沒有變化，奧匈帝國的損失超過21萬人，波蒂奧雷克與馮·弗朗克雙雙遭到撤職，由騎兵上將歐根大公與原第4軍軍長馮·納道什騎兵上將取代，第5與第6軍團也因損傷過重而合併（剩餘兵力約95,000人）。塞爾維亞方面的傷亡人數約17萬人，但當年冬季流行的傷寒疫情又帶走了數十萬平民的性命。
科魯巴拉河戰役後，塞爾維亞政府於12月7日發布了《尼什宣言》（Niš Declaration），不只重申了守護家園與自由的決心，同時也呼籲奧匈帝國治下的南斯拉夫人，包括克羅埃西亞人、斯洛維尼亞人起而反抗，這可以視為戰後南斯拉夫王國建立的先聲，卻也隱含著大塞爾維亞主義的自信。

### 1915年

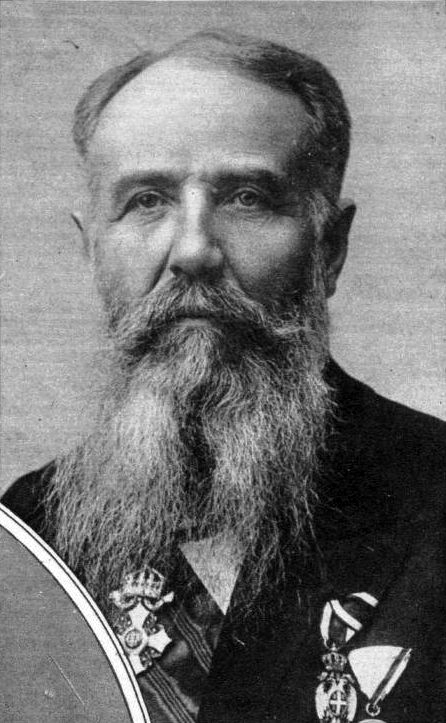
1915年的塞爾維亞首相尼古拉·帕希奇。

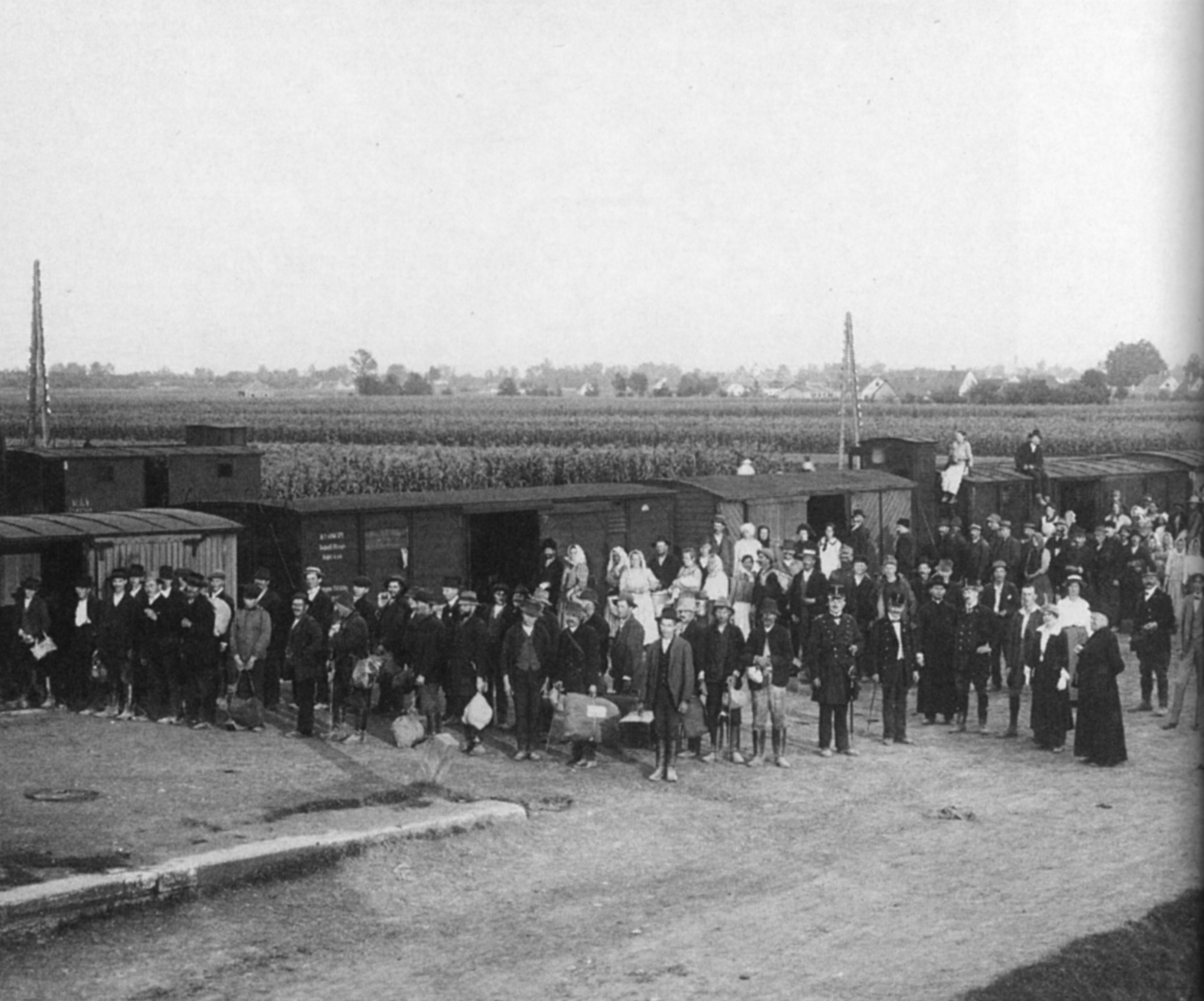
在1914至1915年間由塞爾維亞雅逃到奧地利的難民，攝於施蒂利亞的萊布尼茨。

1915年初，隨著奧斯曼土耳其在蘇伊士運河、高加索的薩利卡米什戰役迭遭敗績，德國參謀總長法肯漢因試圖說服康拉德·馮·赫岑多夫繼續對塞爾維亞施加壓力。若是能夠擊敗塞爾維亞，那麼同盟國將能打通從德國到土耳其的鐵路線，進而支援奧斯曼土耳其在巴勒斯坦與高加索的軍事行動。這個提議對奧匈帝國而言利益不大，且俄國的威脅遠比氣力放盡的塞爾維亞要來得嚴重，加上義大利站在協約國一邊參戰，此時的奧匈帝國已經沒有多餘的力量。
至於巴爾幹的另一個潛在盟友保加利亞王國，不論協約國或同盟國都希望能將她拉進自己的陣營。保加利亞在30年內曾兩度與塞爾維亞作戰，包含1885年的塞爾維亞－保加利亞戰爭以及1913年的第二次巴爾幹戰爭；由於同盟國應允保加利亞將可以奪回過去遭塞爾維亞占領的土地，最終成功的將讓保加利亞成為其盟友。當協約國在加里波利之戰、戈爾利采－塔爾努夫攻勢中敗陣，保加利亞沙皇斐迪南一世便與德國締約，於1915年9月23日展開動員。
塞爾維亞在1915年的間奏期中竭力重整軍備，四處張羅補給與彈藥，但直到1915年9月，塞爾維亞的總兵力僅僅增加到25萬人，比開戰時的22萬人略多一些，且裝備仍嚴重不足。英國與法國雖然答應給予軍事援助，但仍是口惠而實不至。當保加利亞在9月宣布動員時，英軍與法軍才派遣2個師抵達希臘的薩洛尼卡，其理由在於希臘國內對戰爭尚未有定見，而影響了增援的效率。
在1915年的作戰中，同盟國的參戰部隊包括保加利亞的第1軍團，指揮官克里門特·博雅吉耶夫中將；德國第11軍團，指揮官馬克斯·馮·加爾維茨步兵上將；以及奧匈帝國第3軍團，指揮官赫爾曼·科菲斯步兵上將，這三個軍團由德國的奧古斯特·馮·馬肯森元帥統一指揮。此外，保加利亞第2軍團則由保加利亞方面直轄，佈署於馬其頓一線，指揮官為格奧爾基·托多羅夫中將。
1915年10月7日，德奧聯軍發動攻擊，在強大砲火的掩護下越過薩瓦河與德里納河，貝爾格勒城內爆發了激烈的巷戰，但塞爾維亞軍在僅僅2天後就被逐出。14日，保加利亞背刺塞爾維亞，軍隊兵分二路進擊，北面的第1軍團進攻尼什，南面的第2軍團則向斯科普里推進；保加利亞第1軍團在摩拉瓦河上擊退了塞爾維亞第2軍團，而保加利亞第2軍團也在奧夫切波勒攻勢中重創了塞爾維亞軍。由於保加利亞的突破，在北方的塞爾維亞部隊形勢岌岌可危，有遭到圍殲的危險；而在11月的科索沃戰役中，塞爾維亞方面試圖與仍在南方的兩個協約國師接觸，但這支部隊遭到保加利亞第2軍團的攔阻，無法繼續推進，只得退回希臘。

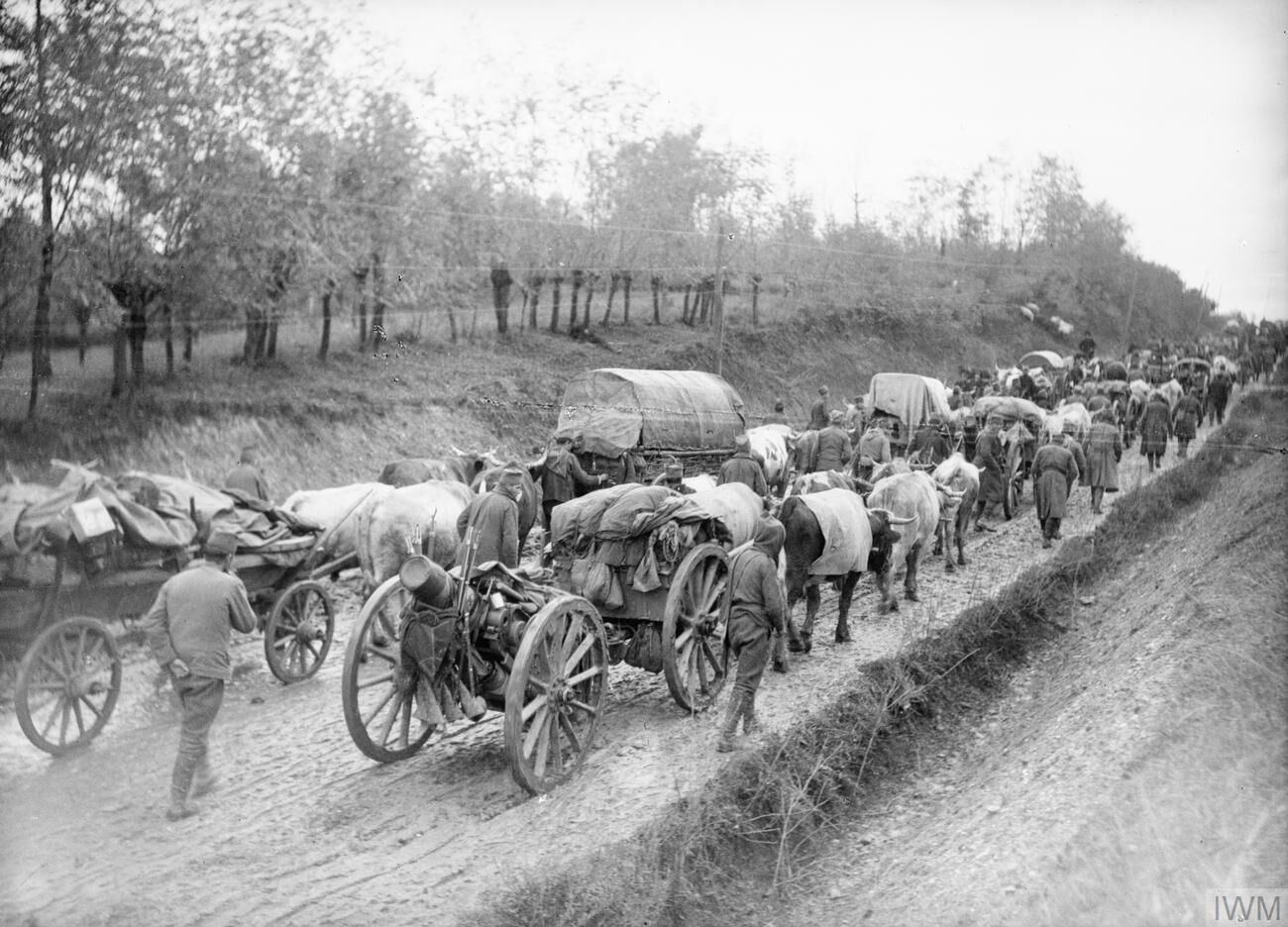
撤往阿爾巴尼亞的塞爾維亞軍民。

普特尼克指揮了殘餘的塞爾維亞、蒙特內哥羅部隊退入阿爾巴尼亞，他們已在科索沃戰場上付出了3萬人傷亡的代價，並丟失了幾乎全部的裝備與補給。不少難民選擇跟著軍隊一同逃亡，但沿途天氣惡劣、道路崎嶇、食物短缺，阿爾巴尼亞的居民也不甚歡迎他們，儘管同盟國軍隊無意全力追擊，但這支撤退的部隊仍蒙受了慘重傷亡，絕大多數死於疾病或飢餓，少數遭到追兵或阿爾巴尼亞人殺害。大約有155,000名塞爾維亞軍民逃到亞得里亞海岸，其中大多數被送往科孚島與薩洛尼卡，但在1916年2月轉運完成前，又有數千人虛弱死去，普特尼克本人也在年初病倒，被送往法國療養後，於1917年5月病逝。
在塞爾維亞展開撤退之際，在希臘的2個協約國師由法軍中將莫里斯·薩海指揮，由薩洛尼卡北進，但英法都不願讓這支部隊深入敵境，因此他們只推進到瓦爾達爾河流域，在克里沃拉克與保加利亞軍發生接觸戰，此舉雖然吸引了保加利亞軍的注意，稍微減輕塞爾維亞軍的壓力，但對於整體戰鬥結果並無影響。到11月時，保加利亞以優勢兵力發起科斯圖里諾戰役將這支協約國部隊趕回希臘。
蒙特內哥羅的部隊並未隨同塞爾維亞軍撤退，他們仍繼續保衛自己的國家。奧軍於1916年1月發動蒙特內哥羅戰役，儘管蒙特內哥羅軍在莫伊科瓦茨戰役中取得戰術勝利，但仍無法阻止奧軍在兩周內占領蒙特哥羅全境。
在1915年的塞爾維亞戰役中，同盟國取得全面勝利，打通了由柏林通往伊斯坦堡的鐵路，代價為67,000名官兵傷亡，相較之下，塞爾維亞、蒙特內哥羅及協約國方面約有9萬人傷亡、174,000人被俘，但仍有不少有經驗的官兵成功退到希臘，然而他們一無所有，尚需重整。

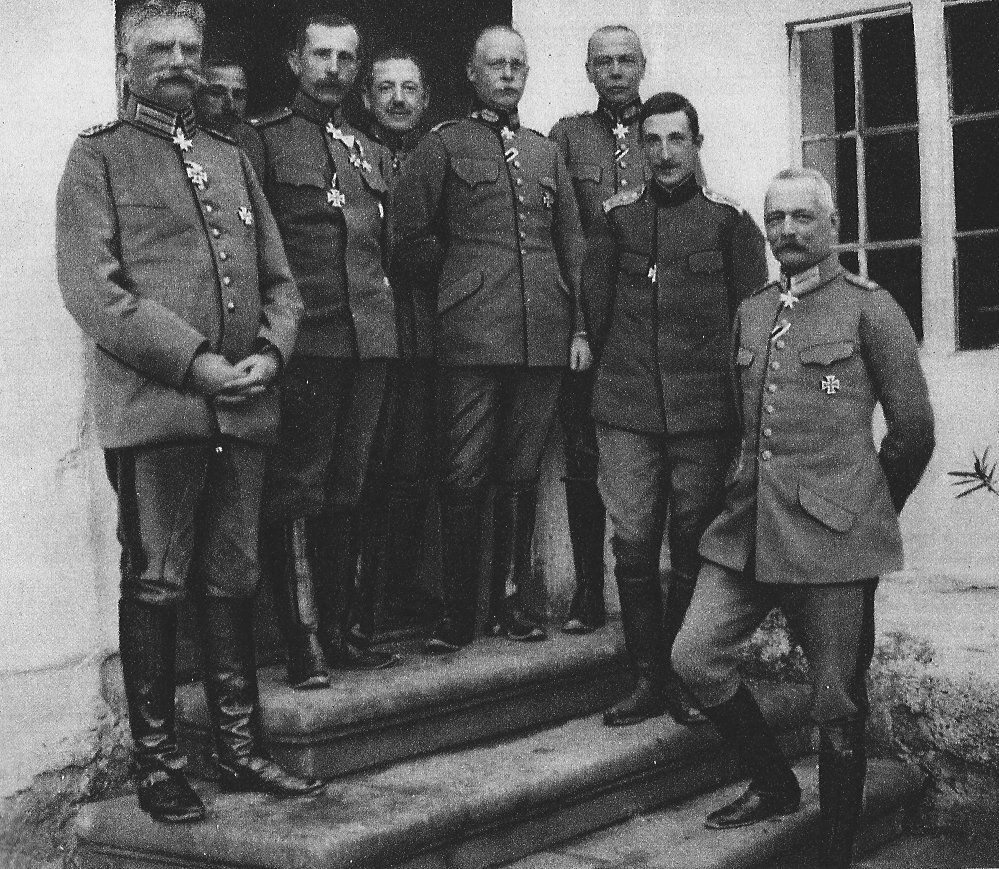
同盟國主要指揮官在保加利亞的合影，由右至左分別為法肯漢因步兵上將、保加利亞王儲鮑里斯、漢斯·馮·塞克特少將、格哈德·塔彭少將、佩塔爾·甘切夫上校、尼古拉·熱科夫中將、以及奧古斯特·馮·馬肯森元帥，攝於1915年11月16日。

## 外部連結
- Falls, Cyril, The Great War (1960)
- Esposito, Vincent (ed.), The West Point Atlas of American Wars – Vol. 2; maps 46–50. Frederick Praeger Press (1959)
- Österreich-Ungarns letzter Krieg 1914 - 1918, vol. 1, Wienn 1930 （页面存档备份，存于）
- Österreich-Ungarns letzter Krieg 1914 -1918, vol. 2 Beilagen, Wienn 1931  （页面存档备份，存于）
- Franek, Fritz, Die Entwicklung der öst.-ung. Wehrmacht in den ersten zwei Kriegsjahren, Wienn 1933 （页面存档备份，存于）
- Jordan, David. . London, United Kingdom: Amber Books Ltd. 2008. ISBN 978-1-906626-14-3.
- Mitrović, Andrej. . West Lafayette, Indiana: Purdue University Press. 2007. ISBN 978-1-5575-3476-7.
- Willmott, H. P. . Dorling Kindersley Publishing, Incorporated. 2003. ISBN 0789496275.